# Biegganbeek
Biegganbeek (Biegganjira) is een beek die stroomt in de Zweedse  gemeente Kiruna. De watergang verzorgt de afwatering van een bergmeer. De beek stroomt naar het noorden, stroomt langs de Biegganberg, alvorens in het Biegganmeer te stromen. Ze is circa 3 kilometer lang.
Afwatering: Biegganbeek → (Biegganmeer) → Alesrivier → Torne → Botnische Golf